# Matthew J. Costello
Matthew J. Costello (* 1948) ist ein US-amerikanischer Autor und Coautor zahlreicher Romane und nichtfiktionaler Schriften. Artikel von ihm wurden in der Los Angeles Times und Sports Illustrated abgedruckt.
Für einige Computerspiele schrieb er die Hintergrundgeschichte, so auch für das Erfolgsspiel Doom 3 von id Software, seine Ideen dazu verarbeitete er später in seinem Roman Doom 3: Worlds on Fire, welcher den ersten Teil einer Trilogie darstellt.
Sein 1989 veröffentlichter Roman Beneath Still Waters wurde 2005 von Brian Yuzna verfilmt.
Gemeinsam mit F. Paul Wilson schrieb er die Fernsehserie FTL Newsfeed, eine fiktive Nachrichtensendung aus dem Jahr 2142, die als 30-Sekunden-Spot von 1992 bis 1996 täglich auf SciFi Channel gesendet wurde.

## Werke (Auszug)
- 1987: Sleep Tight
- 1989: Beneath Still Waters
- 1990: Midsummer
- 1991: Wurm
- 1992: Darkborn
- 1992: Homecoming
- 1992: Caught in Time
- 1995: The 7th Guest (with Craig Shaw Gardner)
- 2002: Unidentified
- 2003: Artifact (mit Kevin J. Anderson, Janet Berliner und F. Paul Wilson)
- 2004: Missing Monday
- 2005: King Kong: The Island of the Skull
- 2008: Doom 3: Worlds on Fire (dt.: Doom 3: Brennende Welten)
- 2009: Doom 3: Maelstrom
- 2011: RAGE

Buchreihe Mydworth: Ein Fall für Lord und Lady Mortimer
- Bei Ankunft Mord (orig. A Shot in the Dark) mit Neil Richards, dt. von Sabine Schilasky. Bastei-Lübbe, Köln 2019, ISBN 978-3-741-30148-3
- Tod im Mondschein (orig. A Little Night Murder) mit Neil Richards, dt. von Sabine Schilasky. Bastei-Lübbe, Köln 2019, ISBN 978-3-741-30149-0
- Spur nach London (orig. London Calling!) mit Neil Richards, dt. von Sabine Schilasky. Bastei-Lübbe, Köln 2019, ISBN 978-3-741-30150-6
- Mord beim Maskenball (orig. Murder wore a Mask) mit Neil Richards, dt. von Sabine Schilasky. Bastei-Lübbe, Köln 2020, ISBN 978-3-741-30157-5
- Tödliche Fracht (orig. Deadly Cargo) mit Neil Richards, dt. von Sabine Schilasky. Bastei-Lübbe, Köln 2020, ISBN 978-3-741-30158-2
- Countdown im Cockpit (orig. Danger in the Air) mit Neil Richards, dt. von Sabine Schilasky. Bastei-Lübbe, Köln 2020, ISBN 978-3-741-30159-9
- Der falsche Mann (orig. The Wrong Man) mit Neil Richards, dt. von Sabine Schilasky. Bastei-Lübbe, Köln 2021, ISBN 978-3-741-30226-8
- Intrigen an der Côte d'Azur (orig. Secrets on the Cote d'Azur) mit Neil Richards, dt. von Sabine Schilasky. Bastei-Lübbe, Köln 2021, ISBN 978-3-741-30241-1
- Stimmen aus dem Jenseits (orig. A Distant Voice) mit Neil Richards, dt. von Sabine Schilasky. Bastei-Lübbe, Köln 2021, ISBN 978-3-741-30265-7
- Auf Ganovenjagd in New York City (orig. City Heat) mit Neil Richards, dt. von Sabine Schilasky. Bastei-Lübbe, Köln 2022, ISBN 978-3-741-30294-7